# 淵縣
淵縣，是明代交阯承宣布政使司諒山府下轄的一個縣，後陷入安南，治所約在今越南諒山省文淵縣，縣治在同登。

## 沿革
- 舊屬廣西思明州，安南陳氏乘元末之亂侵佔[2][3]。
- 永樂五年六月癸未朔（1407年7月5日），隸諒山府[4]。
- 永樂七年正月二十一甲子（1409年2月5日），設淵縣之坡壘関廵檢司[5]。
- 永樂七年九月十六日（1409年10月24日），設淵縣醫學[6]。
- 永樂九年四月十三日（1411年5月5日），改七源州之坡壘關巡檢司隸淵縣〔則坡壘關巡檢司原屬七源州〕[7]。
- 永樂十三年八月二十三日（1415年9月25日），併琴縣入淵縣[8]。
- 永樂十七年三月十九日癸亥（1419年4月13日），設淵縣儒學[9]。
- 永樂十七年九月十四日丙辰（1419年10月3日），併七源州之脫縣入淵縣[10]。